# Yuto Koizumi
Yuto Koizumi (født 14. september 1995) er en japansk fodboldspiller.